# Colquhounia
Colquhounia es un género de seis especies arbustos o subarbustos perennes o semiperennes perteneciente a la familia Lamiaceae, nativos del este del Himalaya y sudoeste de China,sur de Tailandia y Vietnam. Comprende 13 especies descritas y de estas, solo 5 aceptadas.

## Descripción
Los arbustos alcanzan 1-3 metros de altura, raramente 4. Sus hojas aromáticas tienen 3-12 cm de longitud y 1-6 cm de ancho, finamente dentadas y opuestas y pareadas en tallo cuadrado. Las flores son tubulares.  

## Taxonomía
El género fue descrito por Nathaniel Wallich y publicado en Transactions of the Linnean Society of London 13: 608. 1822. La especie tipo es: Colquhounia coccinea Wall.

## Especies aceptadas
A continuación se brinda un listado de las especies del género Colquhounia aceptadas hasta septiembre de 2014, ordenadas alfabéticamente. Para cada una se indica el nombre binomial seguido del autor, abreviado según las convenciones y usos.	
- Colquhounia coccinea Wall.
- Colquhounia compta
- Colquhounia elegans Wall.
- Colquhounia seguinii
- Colquhounia vestita Wall.